# Quim Lecina i Girona
Quim Lecina Girona (Barcelona, 21 de maig de 1943 - Rupià, 31 de maig de 2020) fou un actor, professor i director de teatre català. Va ser un dels fundadors i membre del patronat durant molts anys del Teatre Lliure (1976).
Format en Enginyeria, es va iniciar al món del teatre amateur a l'Orfeó de Sants, va estudiar Interpretació a l'Institut del Teatre i va ser un dels fundadors, l'any 1976, i membre del patronat durant molts anys del Teatre Lliure. Lecina va participar en diverses sèries televisives i pel·lícules, però la seva veritable passió era la música. Quim Lecina va ser un dels actors i directors més inquiets i menys previsibles del panorama teatral català i el que realment l'animava era inventar espectacles proveïts d'una estranya fascinació, on el teatre es fonia amb altres arts com la poesia i sobretot amb la música.
Quim Lecina va fusionar el teatre i la música perquè el saxo de Coleman Hawkins o el piano de Fats Waller fossin tan protagonistes com el text en boca dels actors. Ho va fer amb els poemes de David H. Rosenthal; amb l'autor de les Gymnopédies en Em dic Satie, com tothom i El gran circ d'Erik Satie!!!; amb Ravel, Falla i Telemann, Mompou, Chopin, Mozart i Salieri, i un llarg etcètera.
Lecina va desenvolupar, d'altra banda, una tasca pedagògica com a professor d'interpretació a l'Institut de Teatre de Barcelona, a l'Escola de Teatre El Galliner de Girona i al Conservatori del Liceu de Barcelona.

## Biografia
Va començar a estudiar teatre a l'Orfeó de Sants i s'examinava a l'Institut del Teatre. L'enginyeria no li agradava massa i es va decantar per al teatre que li tirava moltíssim. Per culpa d'aquests dubtes va arribar tard al teatre, però ho va fer amb decisió. El seu primer personatge, el 1973, ho va ser en un Shakespeare; va passar per Molière, fins que va arribar La setmana tràgica de Lluís Pasqual, obra que va rebre el 1975 el premi Crítica Serra d'Or. Aquesta obra va ser el detonant de dedicar-se definitivament al teatre i es considera el punt de partida del futur Teatre Lliure de Barcelona.

### Teatre Lliure
Va ser fundador, juntament amb altres actors i actrius sortits de l'Orfeó de Sants, del grup de teatre La Tràgica, on va participar en l'emblemàtic espectacle Trip i joc joc trip. El 1976 fou un dels membres fundadors del Teatre Lliure de Barcelona, on va intervenir com a actor en divuit espectacles. La primera obra en la qual va intervenir com a actor va ser La nit de les tríbades (1979), al costat de Muntsa Alcañiz, Anna Lizaran i Domènec Reixach, sota la direcció de Fabià Puigserver. A partir de llavors hi actua regularment compaginant amb aparicions en altres teatres, com el 1983 en què va intervenir al Liceu de Barcelona en la sarsuela Cançó d'amor i de guerra en el paper de Baldiri, un tenor còmic, dirigits per Josep Montanyès. Continua apareixent en obres del Teatre Lliure com La bella Helena, Titus Andronicus, La primera història d'Esther i, el 1986, rep molt bones crítiques pel seu paper a Fulgor i mort de Joaquín Murieta, dirigit novament per Fabià Puigserver.
El 1984 es presenta com a director del nou grup de teatre L'All al teatre La Sala, de Rubí, amb l'espectacle
escrit per ell mateix Enagos meus!. Després el representarà a altres localitats catalanes i al Festival Grec de Barcelona del següent estiu. En total Enagos meus! va tenir més de 30.000 espectadors. Quim Lecina i Joan Serra, en aquell moment director de l'Esbart Sant Cugat, es llançaven a l'aventura d'explicar una mena de rondalla confegida amb temes populars i en la qual la dansa tradicional tenia un protagonisme absolut.
El 1986, L'All estrenà una nova obra escrita i dirigida per Lecina, Sense corbata, en clau de music-hall i opereta, amb música en directe i que recollia fragments de moltes de les obres de Joan Brossa. Després de representar-se en una vintena de poblacions catalanes, aquesta obra va arribar a la Sala Gran de l'Institut del Teatre. El maig de 1987 va ser estrenada al Teatre Lliure L'última copa de Harold Pinter, una dura peça que mostrava tota la brutalitat de la tortura, i que el director saltenc Xicu Masó definia com «una bufetada per al públic». Fermí Reixach i Emma Vilarassau acompanyaven a Quim Lecina. El 1988, Josep Montanyès el torna a dirigir al Teatre Lliure, ara en l'obra de Josep M. Benet i Jornet El manuscrit d'Ali Bei.

### A Rupià
Quan el 1988, Moisès Maicas i Manel Guerrero van crear el Teatre Invisible de seguida van pensar en Quim Lecina quan van decidir de posar en escena El banquer anarquista de Fernando Pessoa. Sense voler trencar el contacte amb l'ambient teatral de Barcelona, on manté la residència, la primavera de 1988, Quim Lecina s'instal·la a Rupià, al Baix Empordà. Allà prepararà el darrer muntatge del monòleg d'El banquer anarquista. La idea del trasllat li va proposar Xicu Masó arran de les representacions de L'última copa al Teatre Lliure. L'actor va establir amistat amb Xicu Masó, amb qui volia realitzar altres projectes. La intenció de Lecina era de col·laborar amb artistes i grups gironins. De moment, l'artista bisbalenc Pere Noguera va construir l'escenografia del monòleg i més endavant Lecina va col·laborar amb El Talleret de Salt. Es va estrenar finalment a Mataró dirigit per Moisès Maicas, i tenia l'atractiu de mostrar com es pot arribar a demostrar una cosa tan impossible com que un banquer pugui ser anarquista.
Durant més de dos anys, al Teatre Lliure, on van estar unes setmanes, i per tot el país, Quim Lecina va triomfar amb el seu personatge convincent, cínic, sarcàstic i a voltes humorístic. Quim Lecina era l'encarregat de donar cos al mentider suprem, al banquer que utilitza la intel·ligència per amagar la fal·làcia.
Posteriorment es va poder veure també al Teatre Lliure. L'any següent es faria una segona gira per Catalunya d'aquesta obra. El banquer anarquista fou el primer monòleg que Quim Lecina representà, després de setze anys de carrera artística.

### Teatre Invisible
En aquest moment, Lecina sent la necessitat d'explorar altres coses en el teatre i en la vida i deixa el Lliure tot i que s'hi sent sentimentalment unit. A més, tots els monòlegs que anirà protagonitzant també acaben presentant-se al Lliure.
Una altra obra produïda pel Teatre Invisible, amb la direcció de Maicas i protagonitzada per Lecina en forma de monòleg, Cròniques de l'ultrason de J. V. Foix, acaba també en el cartell del Teatre Lliure.
El 1991 comença el rodatge de la seva primera pel·lícula com a protagonista, L'última frontera, una reflexió sobre el filòsof alemany que va morir a Portbou Walter Benjamin, que dirigirà Manuel Cussó-Ferrer i a la qual compartirà protagonisme amb l'actriu polonesa Bozena Lasota i la italiana Francesca Neri. El film es va exhibir en festivals internacionals de mig món i va ser seleccionada per al Fòrum del Festival de Berlín el 1992. Al mateix temps, torna a exercir de director en obres com El conte de Nadal, de Foix, i un espectacle de música i dansa sobre Les quinze cançons i danses de Mompou totes dues amb l'Esbart Sant Cugat i Joan Serra que va funcionar molt bé i que fins i tot va viatjar al Japó. Aquest muntatge coreogràfic utilitzà les versions que de les quinze cançons i danses van enregistrar el mateix Frederic Mompou, el guitarrista Narciso Yepes, el pianista Antoni Besses i l'organista Montserrat Torrent.
A finals del 1991 torna a treballar amb el Teatre Invisible per portar a escena quatre peces de Palau i Fabre a L'Alfa Romeo i Julieta. Moisès Maicas i Manel Guerrero, directors del Teatre Invisible i amics personals de l'autor, li van proposar la representació d'alguna de les seves obres i a Palau i Fabre li va fer molta il·lusió. La proposta va guanyar el premi Adrià Gual al millor projecte. Els quatre textos són unes peces curtes i iròniques que, sense que es puguin qualificar de comèdia, tenen un to lúdic que s'adiu al concepte de l'autor quan diu que en el riure hi ha la tragèdia. Lecina va rebre crítiques positives al seu treball, com ara Joan-Anton Benach que va dir: «Quim Lecina davant el qual l'espectador s'ha de treure el barret. En molt bona mesura, la correcta factura de la proposta del Teatre Invisible es deu a les formes segures i expressives que gasta un actor que sembla superar-se en cadascun dels seus treballs».
La primera col·laboració amb el Teatre Malic va ser el 1992 com a director d'escena en una obra que, una vegada més, es basava en la música, Flors i violes. Mercedes Delclòs (cant) i Mercè Noguera (piano) interpretaven obres de Bartók, Britten, Falla, Mompou, García Morante, Granados, Périlhou, Satie i Weill. Lecina volia vulnerar la solemnitat del recital, ocupant l'espai, modificant el vestuari, introduint objectes i gestos subtils, de tal manera que el clima del públic hagués de ser, per força, de complicitat.
El Teatre Invisible va complir cinc anys amb Carta als actors, un monòleg construït sobre dues obres de Valère Novarina que es va estrenar al Teatre Monumental de Mataró. L'obra, que també va arribar al Teatre Lliure i al Festival de Sitges, exigia a Quim Lecina un autèntic "tour de force" encara que li permetia una petita "venjança" amb els directors de teatre, els periodistes i fins i tot els espectadors en l'apassionada defensa de la fragilitat de l'actor. Carta als actors fou un dels espectacles on Quim Lecina va portar l'art de l'actor fins a les últimes conseqüències.

### Altres companyies
Després de cinc espectacles, la intensitat de les relacions teatrals i les diferències de caràcter van fer refredar la relació entre en Moisès Maicas i en Quim Lecina, inquiet i aventurer, que sempre va buscar nous camins i bullia d'idees per poder crear i dirigir els seus propis espectacles. El Quim Lecina era un home de teatre, inquiet, engrescador de projectes, incansable. Al cap sempre li barrinava alguna idea. Un home que dels projectes en feia pa.
L'abril de 1993 Quim Lecina comença a donar classes de teatre a l'escola El Galliner de Girona. Es tracta d'un curs-taller que tindrà una durada de tres mesos. A finals d'any l'escola comença a tenir fruits i un grup de vuit joves actors varen fer la seva presentació pública amb el nom de S04 (Sulfat) de Teatre i estrenaren una versió molt singular de l'obra de Joan Oliver (Pere Quart) Allò que tal vegada s'esdevingué. Quim Lecina, que va dirigir l'obra, va transformar l'obra de Pere Quart en un espectacle de revista.
El personatge secundari d'Anselm Clavé a la pel·lícula Monturiol, el senyor del mar de Francesc Bellmunt seria la seva segona experiència al cinema.
També comença a publicar articles al Nou Diari amb el títol de La ronda. L'octubre, estrena com a director Acte segon de la careta colgada i altres paisatges brossians, un muntatge fet a partir de textos de Joan Brossa que va escenificar el grup Cabré i Companyia, on hi participaven l'actor Bernat Cabré i les actrius Maria Joanola i Berta Cabré. Es tractava d'un muntatge del qual calia destacar-ne una vegada més la part musical. Les peces, algunes de les quals eren inèdites i que s'interpretaven en directe, eren composicions de Josep Cercós, un dels autors catalans de música contemporània més destacats. Cercós va compondre aquestes peces inspirant-se en els textos de Joan Brossa.
Va tornar a col·laborar al Teatre Malic en l'estrena el 1994 de l'única peça teatral d'Antonio Tabucchi Els diàlegs mancats dirigida per Jordi Godall i acompanyat en una de les peces per l'actriu Berta Cabré. Al petit recinte de Malic, Lecina va tornar a ser l'actor transfigurat que es buida en els personatges que prèviament l'havien seduït. Segons Benach, «Quim Lecina és un actor que va per lliure i que s'imposa reptes cada vegada més durs. La seva força expressiva, la seva capacitat per als jocs de matisos més contradictoris, és el millor de l'espectacle». Aquell mateix any va fer algunes aparicions a la sèrie Poblenou com al psicòleg Enric. Tot i que portava més de vint anys als escenaris teatrals, és amb aquest paper que el seu rostre es va fer familiar per al gran públic. De fet, el seu va ser un dels casos més delirants per l'actor, ja que moltes mares l'aturaven quan el veien pel carrer i li consultaven problemes dels seus fills.
L'agost de 1994, va dirigir la companyia Teatre Ardent en l'obra L'afer del carrer de Lourcine, una comèdia del dramaturg francès Eugène Labiche. L'obra, que es va preestrenar a Bordils i estrenar a les Fires de Girona, va ser una proposta de Quim Lecina, a qui el grup va sol·licitar els seus serveis com a director. L'obra narrava les coincidències desafortunades que apuntaven a dos personatges com a possibles autors d'un crim. Com sempre, amb música, un vodevil amb Teresa Pons com a pianista.

### Delicatessenssonores
Quim Lecina va ser un amant de la música. De tant en tant aparcava la comoditat de ser un actor a sou, per la més
incerta passió de fer espectacles al seu gust, tots ells vinculats, d'una manera o altra, al món de la música. Són aquella mena d'espectacles de productes musicoescènics que es poden anar representant anys i anys sense que el temps els afecti. És el poder de la música i el teatre en directe. És un gènere al qual Lecina li va prestar personalitat. Es pot parlarlar de "concert escenificat" o de "teatre musical", que el director conrea amb fortuna i que no és dels grans muntatges, sinó el d'una acció dramàtica i descriptiva mínima, amb un compositor com a protagonista, "dialogant" amb la seva pròpia creació o cedint-la com a matèria d'inspiració a escriptors i poetes.
Quim Lecina fou un actor molt vinculat a un teatre poètic i el 1995 porta a La Cova del Drac El viatge. És el viatge cap a la mort de David H. Rosenthal, un prestigiós crític de jazz, traductor de Foix i altres poetes catalans i poeta ell mateix, que havia mort l'octubre de 1992. Rosenthal parla en els seus poemes de jazz, de les seves músiques de jazz més estimades de Miles Davis, de Cannonball i de Clifford Brown. Lecina va entendre que els convidava a ficar-se entre les paraules i va traslladar aquest "viatge" a l'escenari conjuntament amb el Brownnie Jazz Quintet que va interpretar els temes d'aquests grans músics en tant que Lecina va assumir els textos de Rosenthal. El muntatge era auster, però carregat d'una gran vivesa tant pel text com per la interpretació dels músics.
«Quim Lecina aconsegueix posar sobre el cardenal Pandolf els ungüents sibil·lins que reclama el personatge; ni un sol error en el seu treball.» Així qualifica Benach la seva feina a El rei Joan de Shakespeare i dirigit per Calixto Bieito que es va presentar l'estiu al Convent dels Àngels. L'abril de 1996, una nova producció del Teatre Invisible i amb Moisès Maicas que prèviament s'havia estrenat al cicle Temporada Alta de Girona, es va representar El Funàmbul de Jean Genet a la sala Ovidi Montllor del Mercat de les Flors. Era una peça en prosa poètica, un cant amorós al circ, que va sorgir a partir de les apassionades relacions amoroses de Genet amb el funambulista Abdallah amb el qual va recórrer bona part del món. Va comptar amb la música de Pascal Comelade i la dansa de Joan Palau sobre una coreografia d'Àngels Margarit. Un text que Quim Lecina qualificà de «gran dificultat» perquè no estava pensat per a l'escena i perquè la seva mateixa construcció barreja les reflexions sobre el funambulisme amb altres més personals i abstractes. El mateix any 1996 interpretaria la primera obra del francès Michel Azama al Teatre Adrià Gual, Croades, que va guanyar el Premi Nacional Adrià Gual l'any 1994.
Comença l'any 1997 a la Sala Beckett amb Filoctetes de Heiner Müller, on en el paper protagonista denuncia l'abús de la mentida política. Àngels Bassas i Ferran Madico completaven la posada en escena que va dirigir Antonio Simón. El juliol de 1997 protagonitza al Teatre Tantarantana Amor de Don Perlimplín con Belisa en su jardín, una de les obres menys conegudes i menys representades de García Lorca, dirigida de nou per Antonio Simón. L'obra de Lorca està plena d'influències surrealistes i avantguardistes. Quim Lecina representa el paper de Don Perlimplín, un home gran que ha viscut sempre amb la seva minyona (Maribel Martínez), que és l'alter ego de la seva mare, i que viu aïllat del món exterior. La seva trobada amb la jove Belisa (interpretada per l'actriu Vicenta N'Dongo) el fa entrar vertiginosament en un món que no coneixia fins llavors, dominat per la sensualitat i la iniciació sexual. Després de triomfar al Grec '97, i al Festival Don Quijote de París, a la tardor va tornar al Teatre Tarantana.
El mes següent torna a dirigir i interpretar una obra plena de música, Història del sultà, amb text original de Miquel Desclot i acompanyat del Ramon Escalé Jazz Trio. Es tracta d'una sàtira de l'ànsia de poder, i es representà al Versus Teatre en el context del Grec. L'obra va sorgir com a resposta a la Història del soldat d'Ígor Stravinski, que narra com un soldat ven la seva ànima al diable per diners. Aquesta paròdia es va fer a través del text i la música de jazz, amb la qual cosa l'obra es podria definir com un “cabaret musical satiricopolític”. Quim Lecina, que com els músics vestia de negre amb un llacet roig i unes banyetes al front, es multiplicava en els diversos personatges que presentava en forma de ninot de fira.
El Teatre Municipal de Girona va estrenar el març de 1998 l'obra Deseo de ser piel roja a càrrec
de la companyia Plan de Fugas integrada pels actors Quim Lecina i Olga Vinyals i la diecció de Pepe de Giménez. L'espectacle adaptava un assaig del filòsof Miguel Morey i va acabar al Festival Grec 98 de Barcelona.
Sota el nom d'Erotic Giust, el Teatre Malic va oferir a finals de maig un concert eròtic amb música mediterrània i textos de diferents escriptors, entre ells Maria Jaén, Miquel Desclot, Pep Albanell i Biel Mesquida. L'espectacle, que incloïa música, literatura, gastronomia i també pintura, així com un striptease, estava dirigit per Quim Lecina i protagonitzat pel Casellas Sextet Folk, amb Eva Trullàs a la veu.
El juliol de 1998 va encapçalar un espectacle al Teatre Malic que era un conglomerat de teatre, música, plàstica reivindicativa de Miró i Klee i de lectures de poemes originals de Dau al Set, que volia ser un homenatge al grup artístic avantguardista. L'espectacle va reunir també Montserrat Salvador i Jaume Grau, sota la direcció de Vicenç Altaió.
Després de l'estiu Ramon Simó va fer un collage per al Teatre Lliure amb textos de Heiner Müller que va anomenar Mort-Home. Era una mirada sobre la història europea del segle xx, amb els seus dictadors i els canvis tecnològics. Interpretada per la companyia Combat, amb Quim Lecina, Fermí Casado i Montse Esteve, l'obra disposava de tres músics que tocaven en directe música original de Joan Alavedra.
Dins del Festival d'Estiu de Barcelona del 1999, s'estrenà el muntatge Al Canigó ja no hi ha àguiles, de
Joan Brossa. Una història del poeta dirigida per l'actriu Carme Sansa, on sota l'aparença d'uns personatges
immersos en la quotidianitat veïnal d'una escala de barri, l'autor deixa entreveure amb tendresa els somnis màgics dels seus protagonistes que foren Quim Lecina i Montse Sagués, en els papers de marit i muller. El desembre, el Lliure va recuperar amb els mateixos protagonistes La nit de les tríbades, un muntatge emblemàtic dels seus inicis. Lecina interpreta novament l'acomplexat Strindberg, i ha de dominar el seu personatge tan excèntric amb les seves turmentades reaccions i despietats tics misògins.
Emmarcat dins els actes del pubillatge de Cassà de la Selva, l'abril de 2000, al teatre Puig d'Arques, es
presentà l'espectacle Toron Toron, un text teatral interpretat per Quim Lecina, amb música en directe del tenor blanenc Jordi Molina. L'espectacle fou una idea del vigatà Jordi Lara, director i presentador del programa Sardana del C33.
El Teatre Nacional de Catalunya va estrenar el gener de 2001 la primera obra de teatre de Jaume Cabré, Pluja seca amb una trama que està a cavall entre el Cisma d'Occident (segle XV) i l'actualitat. Lecina fou un dels quinze actors que hi van intervenir. L'estiu va protagonitzar al Teatre Malic una altra obra per al virtuosisme de dos actors, Quim Lecina i Marc Rodríguez, titulada Una vida al teatre, de David Mamet, que va dirigir Rafel Duran.
El 2002 va portar a terme un taller de teatre a Olot que va culminar amb la funció Assaig de primera història d'Ester, en la que s'oferia a l'espectador una acció protagonitzada per uns actors que ultimen un muntatge molt
particular de l'obra d'Espriu. El 2003 fusiona pintura i música en un espectacle dedicat a Pablo Picasso, Vides de Picasso, amb música original de Marcel Casellas i coreografia de Joan Serra i Quim Serra. Va continuar amb L'ànima de la muntanya, amb guió, direcció i interpretació de Quim Lecina, música de Marcel Casellas i la participació del cos de dansa de Factoria Mascaró.
El novembre, Quim Lecina va idear i dirigir Fats jam, un espectacle de música, dansa, cinema i teatre que es bellugava entre la realitat i la ficció del pianista Thomas Fats Waller, que va ser un dels noms de referència als anys vint en els cercles jazzístics del Harlem novaiorquès i que va morir als 39 anys. S'estrenà al Lliure però es va poder veure a la Sala Muntaner. El gener de 2004, un altre petit espectacle ideat per Lecina arribava a l'auditori de la Pedrera en fora de concert familiar: Viatge a un món màgic. L'espectacle compta amb música i text del guitarrista Jaume Torrent que interpretava el mateix, acompanyat per l'actriu Anna Briansó. I una altra obra musical, en aquest cas basada en els darrers capítols del Don Quixot de Miguel de Cervantes que tenen lloc a Barcelona, ciutat descrita amb multitud d'elogis per Cervantes. És Visions del Quixot, on Quim Lecina, com a director, porta als escenaris la visita del cavaller a la capital catalana en forma de concert escenificat a càrrec de la Jove Orquestra Nacional de Catalunya, tres cantants i una companyia de teatre d'ombres. El març, la Biblioteca de Catalunya va acollir per
primera vegada representacions teatrals. L'estrena es va fer amb un dels textos més brillants del teatre francès: El misantrop. Dirigida per Oriol Broggi, l'obra de Molière va ser interpretada entre altres per Quim Lecina i Ramon Vila.
Arran de l'èxit de fa un parell d'anys, Quim Lecina torna a Barcelona, al Versus Teatre, el juny de 2006 per estrenar una obra arriscada sobre les obres tant musicals com literàries d'Erik Satie, Em dic Erik Satie, com tothom. L'acompanyà un quartet de violoncels que interpretaren diverses peces del polifacètic Satie, un músic que no volia anomenar-se músic però que alguns consideren precursor del serialisme, i que era capaç de passar de les composicions humorístiques per a piano a les cançons de cabaret i a la música per a una pel·lícula d'avantguarda de René Clair. L'obra també remetia als escrits llibertaris de Satie. En clau de music-hall, Lecina diu textos de Satie que parlen dels crítics –hi mantenia una relació d'amor-odi–, de músics, de compositors... Lecina sentia molta curiositat per l'obra i vida de Satie i el 2018 tornaria a idear un espectacle amb el compositor francès de protagonista El gran Circ d'Erik Satie.
L'estiu de 2007 Quim Lecina estrena l'espectacle La Maga i El Club de la Serpiente, inspirat en un fragment de
la novel·la Rayuela, de Julio Cortázar, en què el jazz té una importància cabdal. De fet, Lecina compartirà escenari amb els set músics i actors de l'Orquestra SwingSet, dirigida per Àngel Molas. Acaba l'any 2007 amb música i el 2008 el comença amb més música al Romea amb Mozart, Salieri i el Rèquiem inacabat. Lecina redimeix el compositor italià Antonio Salieri de la llegenda negra que pesa sobre ell i que li atribueix la responsabilitat de la mort de Wolfgang Amadeus Mozart. Lecina va interpretar Mozart i va tenir com a oponent un Salieri interpretat per Toni Sevilla, antic company de fatigues del Lliure. L'obra
no es limita al text de Puixkin i com era habitual als seus espectacles hi va afegir músics tot incorporant partitures dels compositors, amb un cor de vuit veus que interpretaven les àries com a solistes i tres
músics.
Lecina, juntament amb el músic Pau Ferrer (violoncel), que en va fer l'adaptació musical i tocava en directe, va presentar un espectacle dirigit, adaptat i interpretat per ell mateix que porta per títol un explícit Llegendes i misteris de les terres gironines. Kalina Macuta, al violí, i Daniel Blanch, al piano, varen participar en l'obra Sonata a Kreutzer, obra inspirada en textos de Tolstoi i música de Beethoven. Dirigida per Quim Lecina explica els últims dies de la vida del novel·lista rus, que interpretà Lluís Soler en un primer moment i per Sergi Mateu més endavant. La sonata va impactar molt a Tolstoi quan la va sentir, perquè li recordava la turmentada relació amb la seva dona.
La Locomotora Negra, una de les formacions de jazz catalanes més populars, va iniciar un nou camí juntament amb la Coral Sant Jordi, tres solistes i Quim Lecina com a director escènic per fer una cantata jazz, He mirat aquesta terra, inspirada en textos de Salvador Espriu. Una producció estrenada al Festival Jardins de Cap Roig.
El 2010 crea una nova versió de Cròniques de l'ultrason, estrenada el 1991, aquesta vegada amb música acompanyat del guitarrista Joan Carles Martínez. Ara l'espectacle es dirà Proses foixanes de l'ultrason i combinà la recitació de Lecina, la guitarra clàssica de Martínez, els audiovisuals de Martí Ardanaz i la il·luminació de Joan Planas.
El 2011 va fer una reelaboració d'una òpera infantil de Hans Krása, mort a Auschwitz, que ell va representar el 1943 al Theresienstadt de Terezín. Es tracta de Brundibár, que parla d'un tirà que impedeix que dos nens puguin guanyar diners per comprar llet per curar la mare. Lecina va titular l'espectacle com a Brundibár a Therezin. Va comptar amb els 13 músics de la formació de música contemporània Girona XXI i 60 cantaires del cor Amics de la Unió, dirigit per Josep Vila, a més del baríton Germán de la Riba (en el paper de Brundibár) i l'actriu Berta Cabré interpretant l'Eva adulta. En la dramatúrgia, el director d'orquestra Manuel Valdivieso també representava el compositor Hans Krása. L'argument del primer Brundíbar és extremadament senzill, una història d'innocència i compassió al voltant de Papicek i Aninka, que permet captar a la perfecció la terrible metàfora que vol amagar. Ara, Lecina hi va incorporar una dramatúrgia que integrava, de forma no realista, el context dels assajos de l'òpera en el mateix camp de concentració de Terezín.
D'ençà que l'any 1989 va estrenar al Teatre Lliure l'espectacle El banquer anarquista, basat en el llibre homònim de Fernando Pessoa, Quim Lecina era un apassionat de l'obra i figura d'aquest autor i, quan li van proposar de participar en el cicle Univers Pessoa, va començar a prendre cos Només sé que no sé qui sóc. I Lecina hi havia de posar música. Tot i que no és fàcil vincular Pessoa i la seva obra més enllà dels fados. Lecina el va relacionar amb la música de Bach, concretament la Suite núm. 1. Per aquest motiu, Lecina va disposar del violoncel·lista Pau Ferrer, col·laborador habitual de l'actor i veí, com ell, de Rupià, a més de músic talentós i obert a l'experimentació i la barreja de llenguatges artístics. A aquesta parella s'hi va de sumar Marco Domenichetti, també col·laborador de Lecina, per tal que es fes càrrec de les imatges. Domenichetti, també va tocar la flauta
barroca en alguns passatges de l'espectacle.
A Rupià, va ajudar la formació del Grup de Cultura del qual ell era el responsable del grup del teatre. Va ajudar la recuperació d'un petit teatre del poble, on als anys cinquanta es feien representacions i s'hi veien pel·lícules, i que va ser durant anys un restaurant. Allà assajaven dos cops per setmana al llarg de tot l'any sota la direcció de Quim Lecina i estrenaven tres obres cada temporada: per Nadal, per Sant Jordi i a l'estiu. Quan van començar eren dotze, però el grup va anar creixent.
Un altre espectacle que barreja música i teatre per evocar la cèlebre estada de Frederic Chopin i la seva amant George Sand a la Cartoixa de Valldemossa de Mallorca es va presentar el juny de 2012, George Sand i jo, Quim Lecina i la pianista Sira Hernández varen ficcionar possibles raons del trencament. El juny de 2013 s'autoregala Big Will Shakespeare!! un viatge per les set obres preferides de l'actor i dramaturg que, altra vegada, les salpebra amb música i cant
en directe. Amb un piano, un saxo, un violoncel, un piano i una mezzosoprano, Lecina celebra els seus quaranta anys de carrera. Codirigida juntament amb Eva Hibernia, l'obra estava interpretada per Montserrat Bertral (actriu, mezzosoprano, piano), Anna Farriol (actriu, violoncel), Berta Vidal (actriu, piano, saxofon) i el mateix Quim Lecina. La música de l'espectacle era de J. S. Bach i Fats Waller.
L'últim ball de Carmen Amaya, una pel·lícula dirigida per Judith Colell, va ser un film de ficció al
voltant de la figura de la bailaora barcelonina Carmen Amaya: la protagonista, Nora Navas; els actors
Andrés Herrera, Quim Lecina i Toni Climent, i la coreògrafa i bailaora Katia Moro.
Després de llegir El cas Jamboree, una història del mig segle de vida del local jazzístic Jamboree de la plaça Reial de Barcelona, escrita pel periodista i actual director Pere Pons, Lecina va veure una nova oportunitat. Era l'any 2015 quan va agafar set moments que li semblaven molt il∙lustratius, i en va fer una dramatúrgia dels textos tipus music hall sense arribar a cabaret, uns textos que declamava cantant. Li posà de nom Una vegada, al Jamboree...!!! i la música era la protagonista absoluta, amb Miles Davis, Count Basie o Thelonious Monk, interpretada per New Brownie Sextet, els mateixos músics de l'anterior espectable El viatge. Al piano Francesc Burrull, que sortia al llibre i a qui en certa manera també se li retia un homenatge.
Feia anys que Quim Lecina lluitava contra un càncer sense deixar mai de treballar amb entusiasme i de pensar en nous espectacles. Lecina residia, amb la seva dona Berta Cabré, des de feia més de trenta anys a Rupià (el Baix Empordà), on va morir als 77 anys a conseqüència d'un càncer.